# Дивна історія (фільм, 1960)
Дивна історія (азерб. Qəribə əhvalat) — радянський комедійний короткометражний фільм 1960 року, знятий на кіностудії «Азербайджанфільм».

## Сюжет
Фільм був підданий жорсткій критиці через вживання героями спиртних напоїв. Герой Кефчілов в стані алкогольного сп'яніння йде в лазню, замість того, щоб сісти на поїзд в Кіровабаді, на якому прибув і запізнився на нього, після чого герой стикається з неприємностями в житті. Нарешті таки зрозумівши, що такий спосіб життя нікому користі принести не зможе, кинув алкоголь.

## У ролях
- Лютфалі Абдуллаєв — Кефчілов
- Барат Шекінська — Туказбан
- Башир Сафароглу — Джаміль
- Малейка Агазаде — Фаріда
- Каміль Губушов — Муршуд
- Аміна Нагієва — Баладжа ханим
- Алігусейн Гафарли — епізод
- Бахадур Алієв — співробітник міліції
- Осман Хаггі — працівник поїзду
- Садагят Зульфугарова — працівник поїзду

## Знімальна група
- Автор сценарію: Мамедсадих Алахвердієв
- Режисер: Шуа Шейхов
- Оператор: Аскер Ісмаїлов
- Художник: Джабраїл Азімов
- Композитор: Васіф Адигьозалов
- Звукооператор: Азіз Шейхов